# 南部担当国務大臣
南部担当国務大臣（なんぶたんとうこくむだいじん、英語: Secretary of State for the Southern Department）は、イングランド王国並びにグレートブリテン王国の内閣に設けられた役職。1782年、南部省が外務省に移管されたために廃止され、職務は外務大臣が担当することとなった。

## 歴史
1660年に二人制だった国王秘書長官（国務大臣）が職務を分割されたのが始まりで、南部担当国務大臣と北部担当国務大臣が創設された。
1782年まで、イギリスの2人の国務大臣（南部担当国務大臣と北部担当国務大臣）の役割分担は現代のように内務と外務とで分けるのではなく、地理的要素で分けている。すなわち、先に設置された南部担当国務大臣はイングランド南部、ウェールズ、アイルランド、米州植民地（ただし、米州植民地の担当は1768年に植民地大臣に移管された）、そしてヨーロッパのローマ・カトリックとムスリム国家を、後に設置された北部担当国務大臣はイングランド北部、スコットランド、ヨーロッパ北部のプロテスタント諸国を担当した。
1782年、国務大臣職は内務大臣と外務大臣に改革され、南部と北部担当国務大臣は第2次ロッキンガム侯爵内閣以降設けられなくなった。

## 南部担当国務大臣の一覧
| 肖像画                            | 名前 （出生年-死亡年）                                                                            | 任期           | 任期           | 国王 （在任期間）                                                        | 脚注   |
| --------------------------------- | ------------------------------------------------------------------------------------------------- | -------------- | -------------- | ------------------------------------------------------------------------ | ------ |
|                                   | サー・エドワード・ニコラス （1593年 - 1669年）                                                    | 1660年6月1日   | 1662年10月20日 | チャールズ2世 （1660年 - 1685年）                                        | [ 4 ]  |
|                                   | 初代アーリントン伯爵 ヘンリー・ベネット （1618年 - 1685年）                                       | 1662年10月20日 | 1674年9月11日  | チャールズ2世 （1660年 - 1685年）                                        | [ 5 ]  |
|                                   | ヘンリー・コヴェントリー 庶民院議員（ドロイトウィッチ選挙区選出） （1618年頃 - 1686年）           | 1674年9月11日  | 1680年4月26日  | チャールズ2世 （1660年 - 1685年）                                        | [ 6 ]  |
|                                   | 第2代サンダーランド伯爵 ロバート・スペンサー （1641年 - 1702年）                                  | 1680年4月26日  | 1681年2月2日   | チャールズ2世 （1660年 - 1685年）                                        |        |
|                                   | サー・リオライン・ジェンキンス 庶民院議員（オックスフォード大学選挙区選出） （1625年頃 - 1685年） | 1681年2月2日   | 1684年4月14日  | チャールズ2世 （1660年 - 1685年）                                        | [ 7 ]  |
|                                   | 第2代サンダーランド伯爵 ロバート・スペンサー （1641年 - 1702年）                                  | 1684年4月14日  | 1688年10月28日 | チャールズ2世 （1660年 - 1685年）                                        |        |
| ジェームズ2世 （1685年 - 1688年） | 第2代サンダーランド伯爵 ロバート・スペンサー （1641年 - 1702年）                                  | 1684年4月14日  | 1688年10月28日 |                                                                          |        |
|                                   | 第2代ミドルトン伯爵 チャールズ・ミドルトン （1650年頃 - 1719年）                                  | 1688年10月28日 | 1688年12月2日  | [ 8 ]                                                                    |        |
|                                   | 第12代シュルーズベリー伯爵 チャールズ・タルボット （1660年 - 1718年）                             | 1689年2月14日  | 1690年6月2日   | メアリー2世 （1689年 - 1694年） および ウィリアム3世 （1689年 - 1702年） |        |
|                                   | 第2代ノッティンガム伯爵 ダニエル・フィンチ （1647年 - 1730年）                                    | 1690年6月2日   | 1693年11月     | メアリー2世 （1689年 - 1694年） および ウィリアム3世 （1689年 - 1702年） | [ 9 ]  |
|                                   | サー・ジョン・トレンチャード 庶民院議員（プール選挙区選出） （1649年 - 1695年）                   | 1693年11月     | 1695年4月27日  | メアリー2世 （1689年 - 1694年） および ウィリアム3世 （1689年 - 1702年） | [ 10 ] |
|                                   | 初代シュルーズベリー公爵 チャールズ・タルボット （1660年 - 1718年）                               | 1695年4月27日  | 1698年12月12日 | メアリー2世 （1689年 - 1694年） および ウィリアム3世 （1689年 - 1702年） |        |
|                                   | ジェームズ・ヴァーノン 庶民院議員（ウェストミンスター選挙区選出） （1646年 - 1727年）             | 1698年12月12日 | 1699年5月14日  | メアリー2世 （1689年 - 1694年） および ウィリアム3世 （1689年 - 1702年） | [ 11 ] |
|                                   | 初代ジャージー伯爵 エドワード・ヴィリアーズ （1656年頃 - 1711年）                                 | 1699年5月14日  | 1700年6月27日  | メアリー2世 （1689年 - 1694年） および ウィリアム3世 （1689年 - 1702年） |        |
|                                   | ジェームズ・ヴァーノン 庶民院議員（ウェストミンスター選挙区選出） （1646年 - 1727年）             | 1700年6月27日  | 1702年1月4日   | メアリー2世 （1689年 - 1694年） および ウィリアム3世 （1689年 - 1702年） | [ 11 ] |
|                                   | 第4代マンチェスター伯爵 チャールズ・モンタギュー （1662年頃 - 1722年）                            | 1702年1月4日   | 1702年5月1日   | メアリー2世 （1689年 - 1694年） および ウィリアム3世 （1689年 - 1702年） |        |
| アン （1702年 - 1714年）          | 第4代マンチェスター伯爵 チャールズ・モンタギュー （1662年頃 - 1722年）                            | 1702年1月4日   | 1702年5月1日   |                                                                          |        |
|                                   | 第2代ノッティンガム伯爵 ダニエル・フィンチ （1647年 - 1730年）                                    | 1702年5月2日   | 1704年4月22日  | [ 9 ]                                                                    |        |
|                                   | サー・チャールズ・ヘッジス 庶民院議員（ウェスト・ロウ選挙区選出） （1650年 - 1714年）             | 1704年5月18日  | 1706年12月3日  | [ 12 ]                                                                   |        |
|                                   | 第3代サンダーランド伯爵 チャールズ・スペンサー （1675年 - 1722年）                                | 1706年12月3日  | 1710年6月13日  | [ 13 ]                                                                   |        |
|                                   | 初代ダートマス伯爵 ウィリアム・レッグ （1672年 - 1750年）                                         | 1710年6月15日  | 1713年8月6日   |                                                                          |        |
|                                   | 初代ボリングブルック子爵 ヘンリー・シンジョン （1678年 - 1751年）                                 | 1713年8月17日  | 1714年8月31日  | [ 14 ]                                                                   |        |
| ジョージ1世 （1714年 - 1727年）   | 初代ボリングブルック子爵 ヘンリー・シンジョン （1678年 - 1751年）                                 | 1713年8月17日  | 1714年8月31日  | [ 14 ]                                                                   |        |
|                                   | ジェームズ・スタンホープ 庶民院議員（コッカーマウス選挙区選挙区選出） （1673年 - 1721年）         | 1714年9月27日  | 1716年6月22日  | [ 15 ]                                                                   |        |
|                                   | ポール・メシュエン 庶民院議員（ブラックリー選挙区選出） （1672年頃 - 1757年）                     | 1716年6月22日  | 1717年4月10日  | [ 16 ]                                                                   |        |
|                                   | ジョゼフ・アディソン 庶民院議員（マルムズベリー選挙区選出） （1672年 - 1719年）                   | 1717年4月12日  | 1718年3月14日  | [ 17 ]                                                                   |        |
|                                   | 「小」ジェームズ・クラッグス 庶民院議員（トレゴニー選挙区選出） （1686年 - 1721年）               | 1718年3月16日  | 1721年2月16日  | [ 18 ]                                                                   |        |
|                                   | 第2代カートレット男爵 ジョン・カートレット （1690年 - 1763年）                                    | 1721年3月4日   | 1724年3月31日  |                                                                          |        |
|                                   | 初代ニューカッスル公爵 トマス・ペラム＝ホリス （1693年 - 1768年）                                 | 1724年4月6日   | 1748年2月12日  |                                                                          |        |
| ジョージ2世 （1727年 - 1760年）   | 初代ニューカッスル公爵 トマス・ペラム＝ホリス （1693年 - 1768年）                                 | 1724年4月6日   | 1748年2月12日  |                                                                          |        |
|                                   | 第4代ベッドフォード公爵 ジョン・ラッセル （1710年 - 1771年）                                      | 1748年2月12日  | 1751年6月13日  |                                                                          |        |
|                                   | 第4代ホルダーネス伯爵 ロバート・ダーシー （1718年 - 1778年）                                      | 1751年6月18日  | 1754年3月23日  |                                                                          |        |
|                                   | サー・トマス・ロビンソン 庶民院議員（クライストチャーチ選挙区選出） （1695年 - 1770年）           | 1754年3月24日  | 1755年10月     | [ 19 ]                                                                   |        |
|                                   | ヘンリー・フォックス 庶民院議員（ウィンザー選挙区選出） （1705年 - 1774年）                       | 1755年11月14日 | 1756年11月13日 | [ 20 ]                                                                   |        |
|                                   | ウィリアム・ピット「大ピット」 庶民院議員（オケハンプトン選挙区選出） （1708年 - 1778年）         | 1756年12月4日  | 1757年4月6日   | [ 21 ]                                                                   |        |
|                                   | 第4代ホルダーネス伯爵 ロバート・ダーシー （1718年 - 1778年）                                      | 1757年4月6日   | 1757年6月27日  |                                                                          |        |
|                                   | ウィリアム・ピット「大ピット」 庶民院議員（バース選挙区選出） （1708年 - 1778年）                 | 1757年6月27日  | 1761年10月5日  | [ 21 ]                                                                   |        |
| ジョージ3世 （1760年 - 1820年）   | ウィリアム・ピット「大ピット」 庶民院議員（バース選挙区選出） （1708年 - 1778年）                 | 1757年6月27日  | 1761年10月5日  | [ 21 ]                                                                   |        |
|                                   | 第2代エグレモント伯爵 チャールズ・ウィンダム （1710年 - 1763年）                                  | 1761年10月9日  | 1763年8月21日  | [ 22 ]                                                                   |        |
|                                   | 第2代ハリファックス伯爵 ジョージ・モンタギュー＝ダンク （1716年 - 1771年）                        | 1763年9月9日   | 1765年7月10日  |                                                                          |        |
|                                   | ヘンリー・シーモア・コンウェイ 庶民院議員（テットフォード選挙区選出） （1719年 - 1795年）         | 1765年7月12日  | 1766年5月23日  | [ 23 ]                                                                   |        |
|                                   | 第3代リッチモンド公爵 チャールズ・レノックス （1735年 - 1806年）                                  | 1766年5月23日  | 1766年7月29日  |                                                                          |        |
|                                   | 第2代シェルバーン伯爵 ウィリアム・ペティ （1737年 - 1805年）                                      | 1766年7月30日  | 1768年10月20日 | [ 24 ]                                                                   |        |
|                                   | 第3代ウェイマス子爵 トマス・シン （1734年 - 1796年）                                              | 1768年10月21日 | 1770年12月12日 |                                                                          |        |
|                                   | 第4代ロッチフォード伯爵 ウィリアム・ド・ザイレステイン （1717年 - 1781年）                        | 1770年12月19日 | 1775年11月9日  |                                                                          |        |
|                                   | 第3代ウェイマス子爵 トマス・シン （1734年 - 1796年）                                              | 1775年11月9日  | 1779年11月     |                                                                          |        |
|                                   | 初代ヒルズバラ伯爵 ウィルズ・ヒル （1718年 - 1793年）                                             | 1779年11月25日 | 1782年3月27日  | [ 25 ]                                                                   |        |